# Sigmactenus celebensis
Sigmactenus celebensis är en loppart som beskrevs av Lewis et Jones 1985. Sigmactenus celebensis ingår i släktet Sigmactenus och familjen smågnagarloppor. Inga underarter finns listade i Catalogue of Life.